# ガレリウス

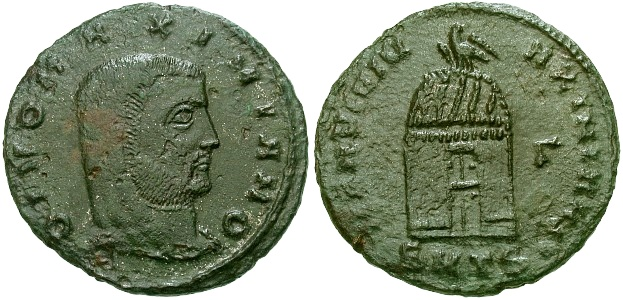
ガレリウスの硬貨

ガイウス・ウァレリウス・マクシミアヌス・ガレリウス（ラテン語: Gaius Valerius Maximianus Galerius、260年 - 311年5月5日）は、305年から311年まで在位したローマ皇帝である。

## 権力の獲得
ガレリウスは、ダキアの首都セルディカ（現ブルガリアの首都ソフィア）の近くに生まれた。父は名前は明らかになっていないが、トラキア出身の牧夫（羊飼い）という身分が判明している。母はロムラという女性だった。父と同じく牧夫となり、アルメンタリウス（ラテン語で家畜の群れ armentum）という名字を名乗っていた。やがて軍人となり、アウレリアヌス帝やプロブス帝といった皇帝の下で名を上げている。そして、293年にテトラルキア（四分統治）が開始されるとき、コンスタンティウス・クロルスと共に副帝に任命された。このとき、ディオクレティアヌス帝の娘ウァレリア（後にガレリア・ウァレリアとして知られる）を妻に迎え、同時にイリュリア属州を任された。

## 治世
296年、サーサーン朝との開戦にあたり、ガレリウスはドナウ川領域からユーフラテス川領域へ持ち場を変えた。彼の最初の戦役は壊滅的な敗北に終わり、メソポタミア地方を失うことになった。しかし、297年にはアルメニアの山中を通して軍を進め、ナルセ1世に対して決定的な勝利を収め、ナルセの後宮を含む膨大な戦利品を手に入れた。ガレリウスは有利な戦況を推し進めて首都クテシフォンも占領した。298年にナルセは降伏したため、メソポタミアはローマの支配下に戻り、さらにチグリス川の東の一部地域までもローマの支配下に置かれた。ローマ帝国が東に版図を最も広げたのはこのときである。
305年、ディオクレティアヌス帝とマクシミアヌス帝の退位に伴い、ガレリウスは同じ副帝だったコンスタンティウス・クロルスと共にすぐさま正帝の座に着き、忠実な召使だったフラウィウス・ウァレリウス・セウェルスと、甥のマクシミヌス・ダイアを副帝の位に就けた。これによってガレリウスは、いずれコンスタンティウスが亡くなるときに、全ローマ帝国のただ一人の支配者となろうと狙っていた。彼は、コンスタンティウスの息子コンスタンティヌスを東のガレリウス宮廷に客として招き、さらに自らの地位を固めた。

## 野望の崩壊と引退

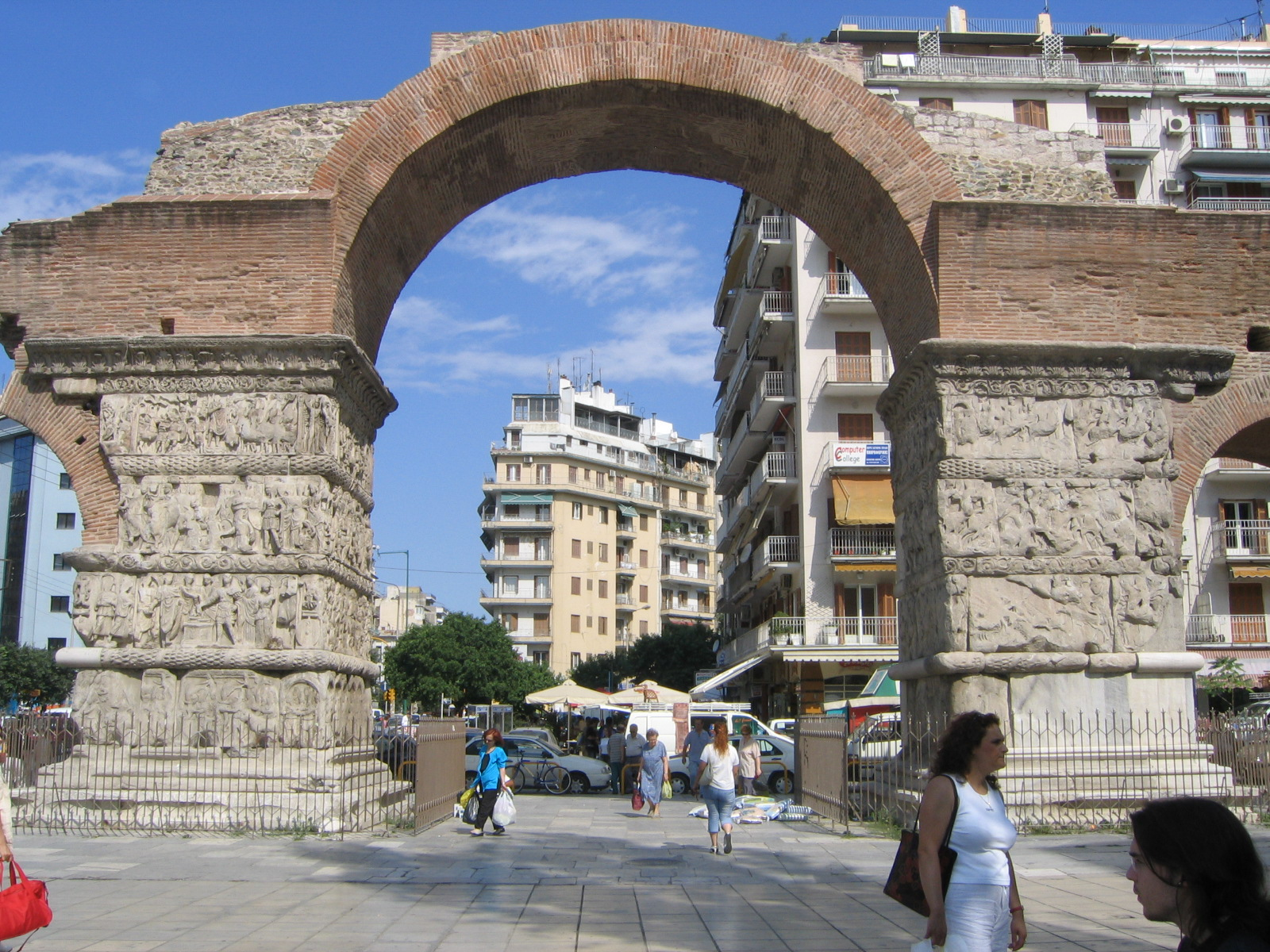
テッサロニキのガレリウス凱旋門（東面）

しかし、コンスタンティウスがヨークで亡くなると、コンスタンティヌス1世はすぐに皇帝の座を継ぐと宣言し、またマクシミアヌスとその息子マクセンティウスはイタリアで共同皇帝になると宣言したので、ガレリウスの目論見は崩れた。
307年にイタリア侵入に失敗した後、ガレリウスは友人のリキニウスを正帝の位に昇格させた。自身の野心も薄れたので、母ロムラを称えて建設した都市フェリックス・ロムリアナ（現在のセルビアのガムジグラードの近く）に引退し、その後の数年の余命を「喜びを味わい、いくらか公益のある仕事を行う」ことに奉げた。

## 死
311年5月5日に死去した。エウセビウス著書『教会史』の記載によると死因はぞっとするような病気で、おそらく大腸癌のようなものと思われる。『教会史』には以下の様に記されている。
```
 "何の前触れもなく、彼の性器の真ん中あたりが腫れて膿みくずれ、ぽっかり深い穴が空いた。それは体の奥の奥まで達しており、手の施しようがなかった。やがてその穴から言語を絶するほどの大量のウジ（蛆）がわき、吐き気を催すような匂いが漏れてきた。過食のせいで肥満していた彼の体は、病気になってから、一層締まりのない巨大な脂肪のかたまりと化していたので、まもなく肉が腐り出すと、近侍する者が嘔吐したくなるほどのおぞましい姿となった。実際、医者の何人かはすさまじい悪臭に耐えられなかったため、その場で処刑された。今や彼の全身はふくれあがり、到底回復するとは思えない状態だった。その他の看護人も、もはや看護することができず、容赦なく死刑にされた"
```

## 民謡
ガレリウスはルーマニアの宗教的な民謡（『皇帝』など）に歌い継がれている。

## キリスト教徒の迫害
ディオクレティアヌス帝が統治した期間、キリスト教徒はおおむね平穏に生活できた。303年2月24日の布告によってキリスト教徒の迫害が始まったが、キリスト教徒の伝えるところでは、これはガレリウスの政策という。この迫害では、反政府的な秘密集会の恐れがあるとして、キリスト教の集会所が破壊された。

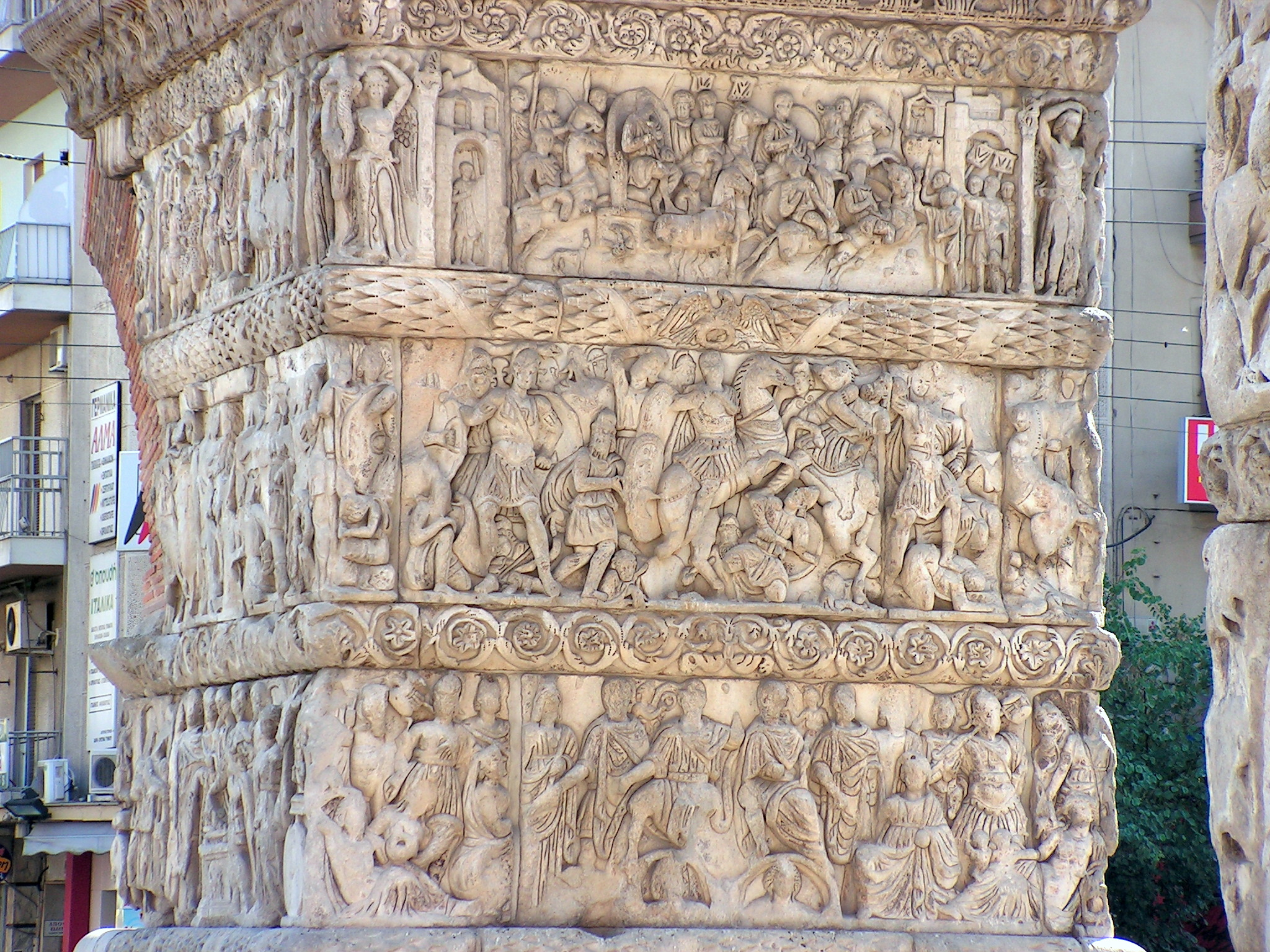
テッサロニキのガレリウス凱旋門の拡大

303年の布告以来、ガレリウスはキリスト教徒の迫害に固執した。しかし、311年4月、ニコメディアにて最後の病気が発しているときに、彼は自分とリキニウスとコンスタンティヌスの名の下に迫害を解除する布告を発した。キリスト教の教父ラクタンティウスは、迫害者の悪い末路を著した教化年代記『迫害者たちの死』（De Mortibus Persecutorum 34-35章）に、この布告の文言を記している。この布告によって、公式なキリスト教徒迫害は終わった。
ラクタンティウスによると、ガレリウスは自らのダキア人としての自覚を肯定し、また「彼はローマという名前を敵視すると公言した。彼は、帝国の名はローマではなくダキア帝国と呼ばれるべきだ、と述べた」。また、ガレリウスは最高位に昇るやいなや反ローマの態度をさらけ出し、2世紀前にトラヤヌス帝がダキアを征服してダキア人を冷遇したように、ガレリウスも征服者が被征服者を扱うかのようにローマ市民を手荒く冷酷に扱った、という。